# Station Neudorf-Platendorf
Station Neudorf-Platendorf (Haltepunkt Neudorf-Platendorf) is een spoorwegstation in de Duitse plaats Neudorf-Platendorf, in de deelstaat Nedersaksen. Het station ligt aan de spoorlijn Gifhorn - Wieren.

## Indeling
Het station beschikt over één zijperron, dat niet is overkapt maar voorzien van abri's. Het station is te bereiken vanaf de Bahnhofstraße. 

## Verbindingen
De volgende treinserie doet het station Neudorf-Platendorf aan:
| Serie | Treinsoort           | Route                                                                | Bijzonderheden             |
| ----- | -------------------- | -------------------------------------------------------------------- | -------------------------- |
| RB 47 | Regionalbahn (Erixx) | Braunschweig Hbf – Gifhorn – Neudorf-Platendorf – Wittingen – Uelzen | Rijdt eenmaal per twee uur |